# Anyphaena syriaca
Anyphaena syriaca là một loài nhện trong họ Anyphaenidae.
Loài này thuộc chi Anyphaena. Anyphaena syriaca được Wladislaus Kulczynski miêu tả năm 1911.